# O Fylde
O Fylde ( /ˈfaɪld/ ) é uma planície costeira no oeste de Lancashire, Inglaterra. É uma península quadrada de 21 km, limitada a norte pela Baía de Morecambe, a sul pelo estuário do Ribble, a oeste pelo Mar da Irlanda e a leste pelo sopé das colinas de Bowland, que se aproxima de um trecho da auto-estrada M6 e da West Coast Main Line .

## Geografia
É uma planície aluvial plana, algumas partes possuem depósitos de turfa, já escavados no passado. É, também, a parte ocidental de uma área anteriormente conhecida como Amounderness. O rio Wyre meandra de leste, pelo Fylde de Garstang, a oeste em direção a Poulton, e depois, a norte, em direção ao mar, em Fleetwood. A área a norte e a leste da maré do rio Wyre, conhecida como Over Wyre, é o lado mais rural do rio. O Fylde é basicamente trisseccionado pela auto-estrada M55 e pela estrada A586 .

A costa oeste é quase completamente urbana, com as cidades de Fleetwood, Cleveleys, Blackpool, St Annes e Lytham, e com Thornton, Carleton e Poulton-le-Fylde não muito longe, no interior. Esta área forma a Área Urbana de Blackpool. A parte centro-sul do Fylde inclui as cidades menores de Kirkham e Wesham. O resto do Fylde é rural, com vilas que incluem Freckleton, Warton, Wrea Green, Great Eccleston, Hambleton, Knott End e Pilling .

## Geologia
O Fylde é sustentado por rochas sedimentares da idade Triássica, embora esteja em toda parte oculto por uma espessa camada de depósitos superficiais (mais de 30m de espessura em alguns pontos) depositados durante o presente período Quaternário. As rochas mais antigas são os arenitos de Sherwood, que se formam em “subcultura” no leste. Os argilitos e siltitos, ligeiramente mais jovens do Mercia Mudstone Group, são encontrados no oeste, de uma linha traçada aproximadamente entre Freckleton, St Michael's em Wyre e Preesall. O grupo é subdividido em formações e membros, um em particular é digno de nota, o "membro Preesall Halite", tradicionalmente referido como Preesall Salt. Foi a base de antigas operações comerciais na área. Entre outros, poços perfurados, em conexão com o antigo campo de sal,  forneceram muitas das informações sobre o leito rochoso da área. Os leitos de sal Mythop, dentro da sucessão Mercia Mudstone, possivelmente afloram abaixo do canto sudoeste do Fylde também.
A cobertura do Quaternário consiste em tilito glacial proveniente da última idade do gelo (Devensian), juntamente com alguns depósitos glaciofluviais espalhados, principalmente areia e cascalho. Um pequeno campo de drumlin é reconhecido entre Preesall, Thornton e Hambleton. As de origem mais recente são as argilas, sedimentos, areias e cascalhos, que formam planícies aluviais e terraços fluviais modernos, a maioria dos quais associados ao Rio Wyre e seus afluentes. Também de idade pós-glacial são as argilas e sedimentos das grandes planícies de maré ao redor de Fleetwood e da costa da baía de Morecambe e do estuário do Ribble. Grandes áreas de areia formando sistemas de dunas caracterizam a zona costeira ao norte e leste de Lytham St Annes, enquanto uma faixa mais fina segue a costa norte a leste de Fleetwood. Depósitos de turfa são comuns no vale raso norte-sul ocupado pelo Dique Principal logo a leste de Blackpool e também formando musgos no nordeste da área.

## Governo
O Borough de Fylde é uma área do governo local que cobre o sul da planície de Fylde. O resto é coberto pelos boroughs de Wyre, a norte, e de Blackpool, a oeste. A área de justiça local que cobre todo o Fylde é chamada de Fylde Coast.
A área do código postal do FY, cujas letras se referem ao Fylde, cobre sua metade ocidental. A metade oriental está coberta pela área do código postal de PR .

## Galeria

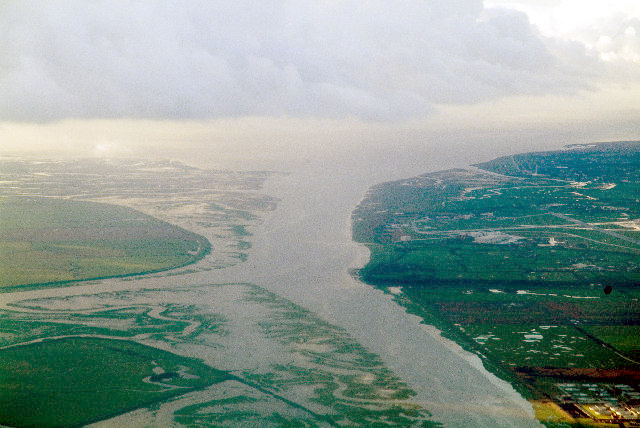
Estuário do Ribble, que separa a planície costeira de West Lancashire (esquerda) do Fylde (direita)
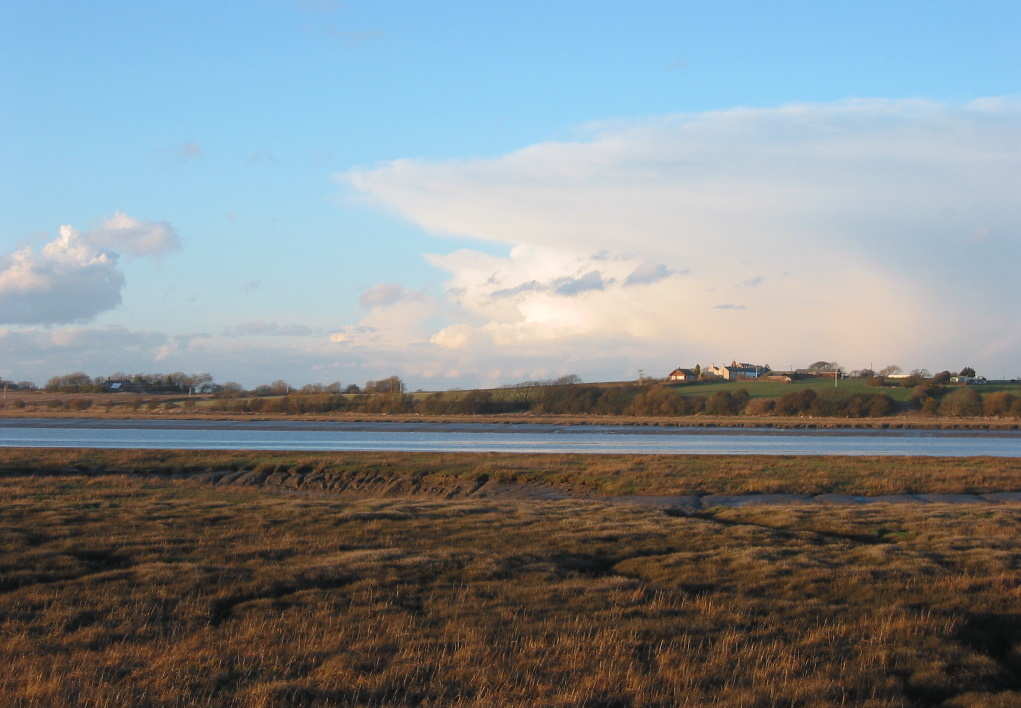
Zona rural próxima ao estuário do Wyre.
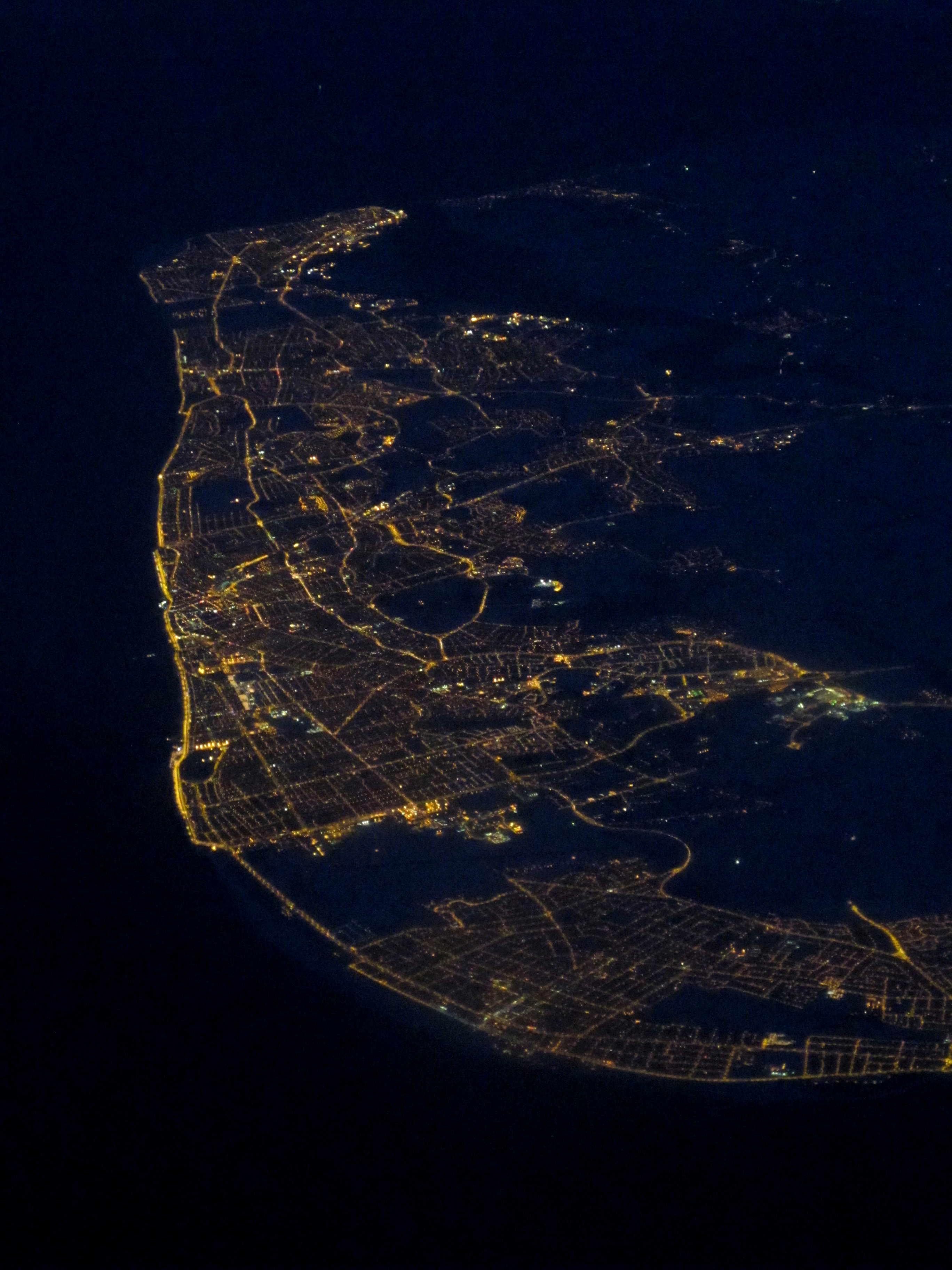
Costa do Fylde, imagem aérea.